# Pleurosicya micheli
Pleurosicya micheli és una espècie de peix de la família dels gòbids i de l'ordre dels perciformes.

## Morfologia
Els mascles poden assolir els 2,5 cm de longitud total.

## Distribució geogràfica
Es troba des de les Seychelles fins a Fidji i les Hawaii.